# Driver: Renegade 3D
Driver: Renegade 3D è un videogioco sviluppato dalla Ubisoft e pubblicato il 30 agosto 2011 per Nintendo 3DS. È l'ennesimo capitolo della serie di videogiochi Driver.

## Modalità di gioco
Il gioco include oltre 100 missioni e sino a 50 veicoli che possono essere modificate. Esiste anche una "Rage bar" per abbattere i veicoli nemici. Il gioco inoltre include sette modalità differenti di gioco che includono: Time Attack, Elimination Mode e Road War.

## Trama
Dopo anni di lavoro sotto copertura per le forze dell'ordine, John Tanner vuole combattere il crimine a modo suo e secondo le proprie regole. In una corrotta città di New York gestita dalle bande criminali, Tanner salva la vita del senatore Ballard, che ha bisogno di aiuto nel portare avanti la propria crociata contro il mondo del crimine. Tanner quindi accetta di ripulire la città a proprio modo. Il gioco è ambientato fra gli eventi di Driver e Driver 2.